# А215 (автодорога)
A215 «Лодейное Поле — Брин-Наволок» (ранее Р37 и Р1) — федеральная российская автодорога, проходит по территории Ленинградской области, Вологодской области и Архангельской области и имеет протяженность 790 км. Учётный номер на участке Ленинградской области — 41К-001, на участке Вологодской области — 19К-013. Протяжённость 189 километров. До 31 декабря 2017 года допускается использование прежнего номера дороги Р37.
Трасса начинается с пересечения с автодорогой М8 в Брин Наволоке, проходит через Каргополь, Мегорский Погост, Оштинский Погост, Подпорожье и заканчивается в районе города Лодейное Поле, упираясь в трассу Кола.

## Переход в федеральное подчинение
С 2020 года региональная трасса Р-37 была включена в состав федеральной трассы А-215 Брин-Наволок Вытегра, тем самым став трассой Брин-Наволок — Лодейное Поле, соединив между собой уже 3 федеральных дороги . М8 «Холмогоры» , А119 Вологда Медвежьегорск и Р21 «Кола» СПБ-Мурманск . Общая протяжённость новообразованного участка составила 790 км. В настоящее время на участке Вытегра — Ошта ведутся активные работы по реконструкции этой трассы, так как находясь в региональном подчинении этот участок был грунтовкой .
От посёлка Мироново до Вытегры дорога проходит совместно с трассой А119 .

## Достопримечательности вдоль дороги
- Церковь Троицы и Никольская часовня в селе Гоморовичи.
- Деревянная Георгиевская церковь в селе Родионово.
- Памятник «Здесь был остановлен враг» возле развилки с автодорогой на Вознесенье[3].
- Богоявленская и Знаменская церкви в Палтоге (Палтожском погосте).

## Галерея

Памятник «Здесь был остановлен враг»
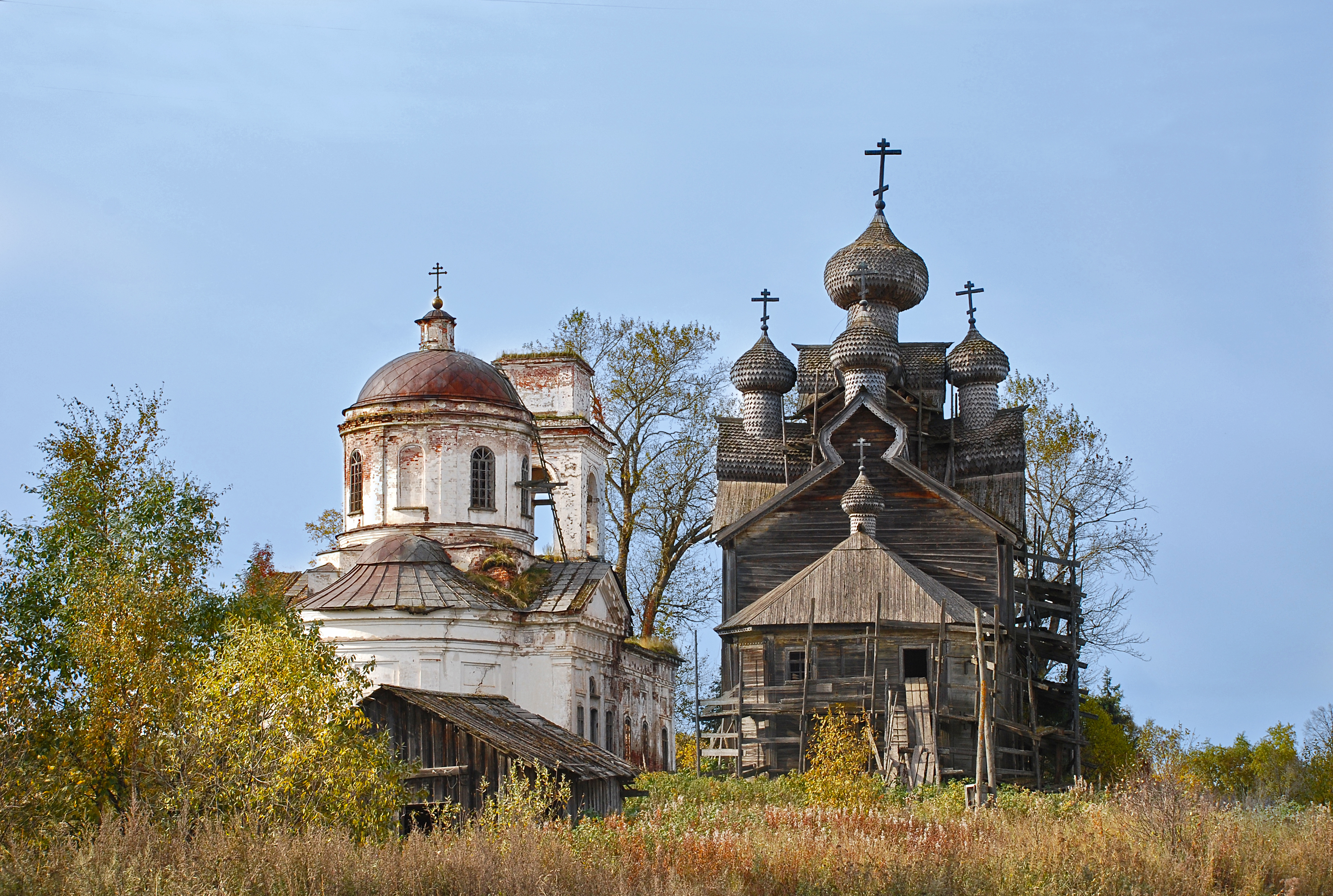
Знаменская церковь в Палтоге
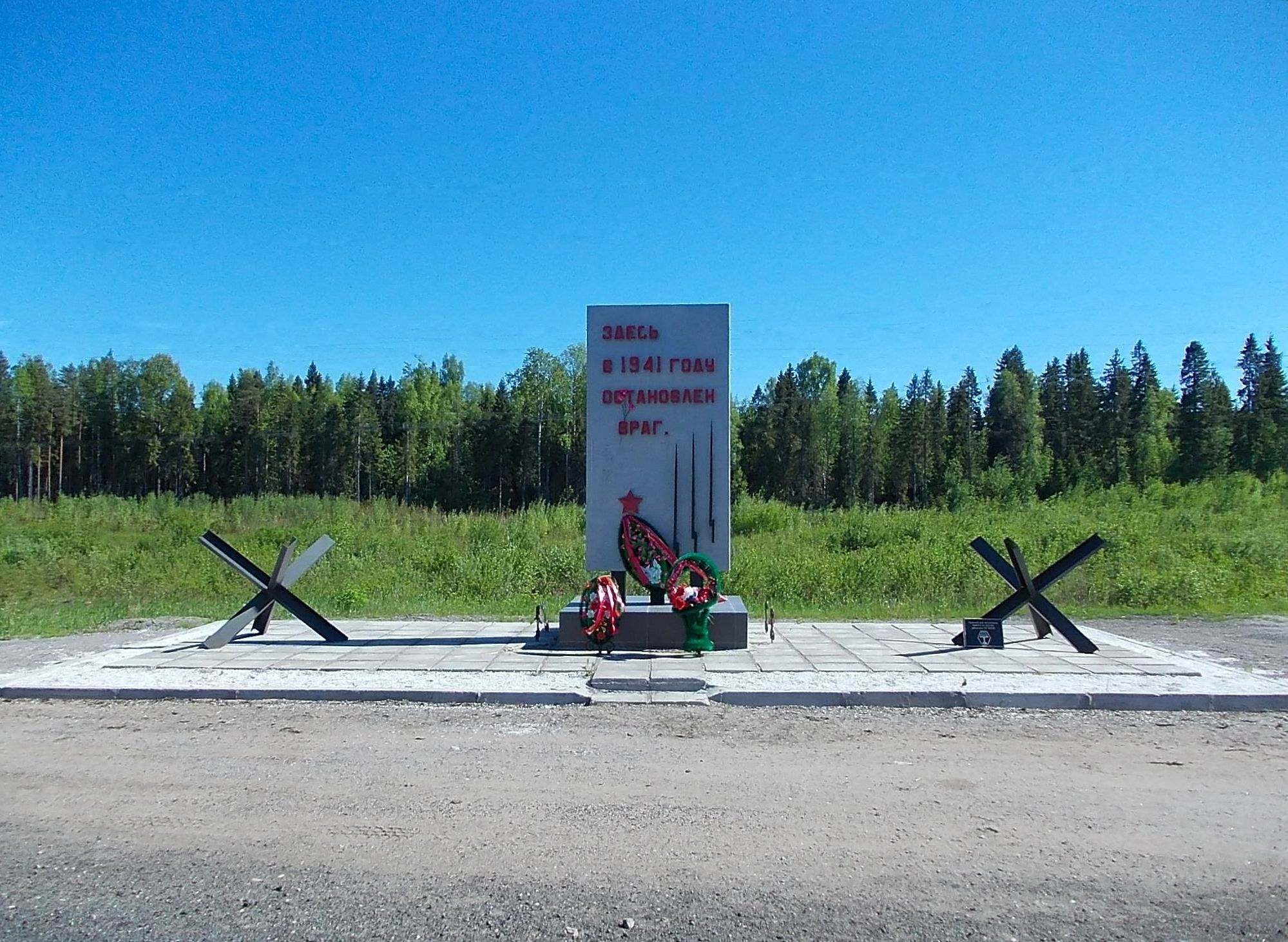
Памятный знак между Лодейным Полем и Подпорожьем
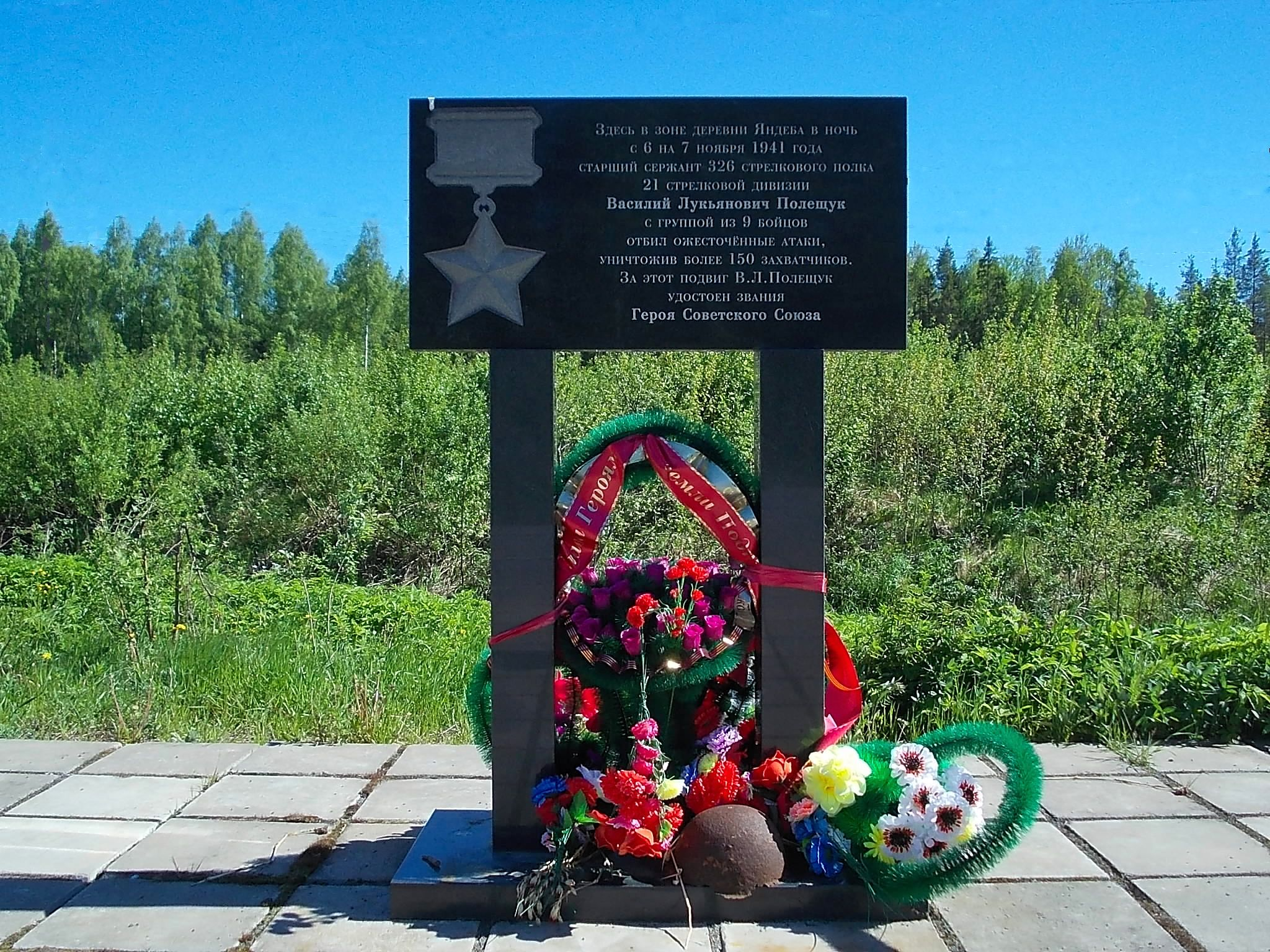
Памятный знак недалеко от д. Яндеба
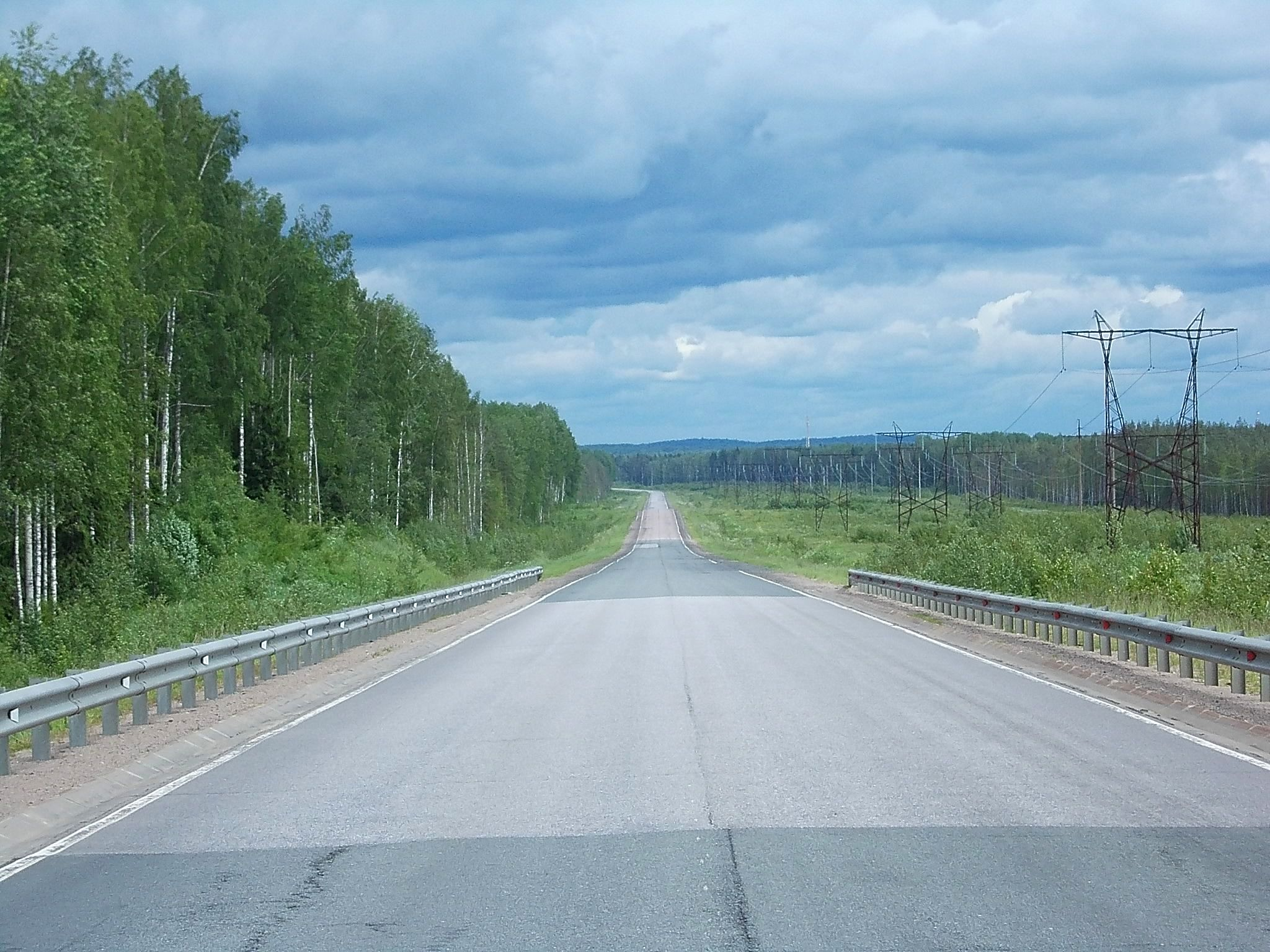
Участок дороги между Лодейным Полем и Подпорожьем
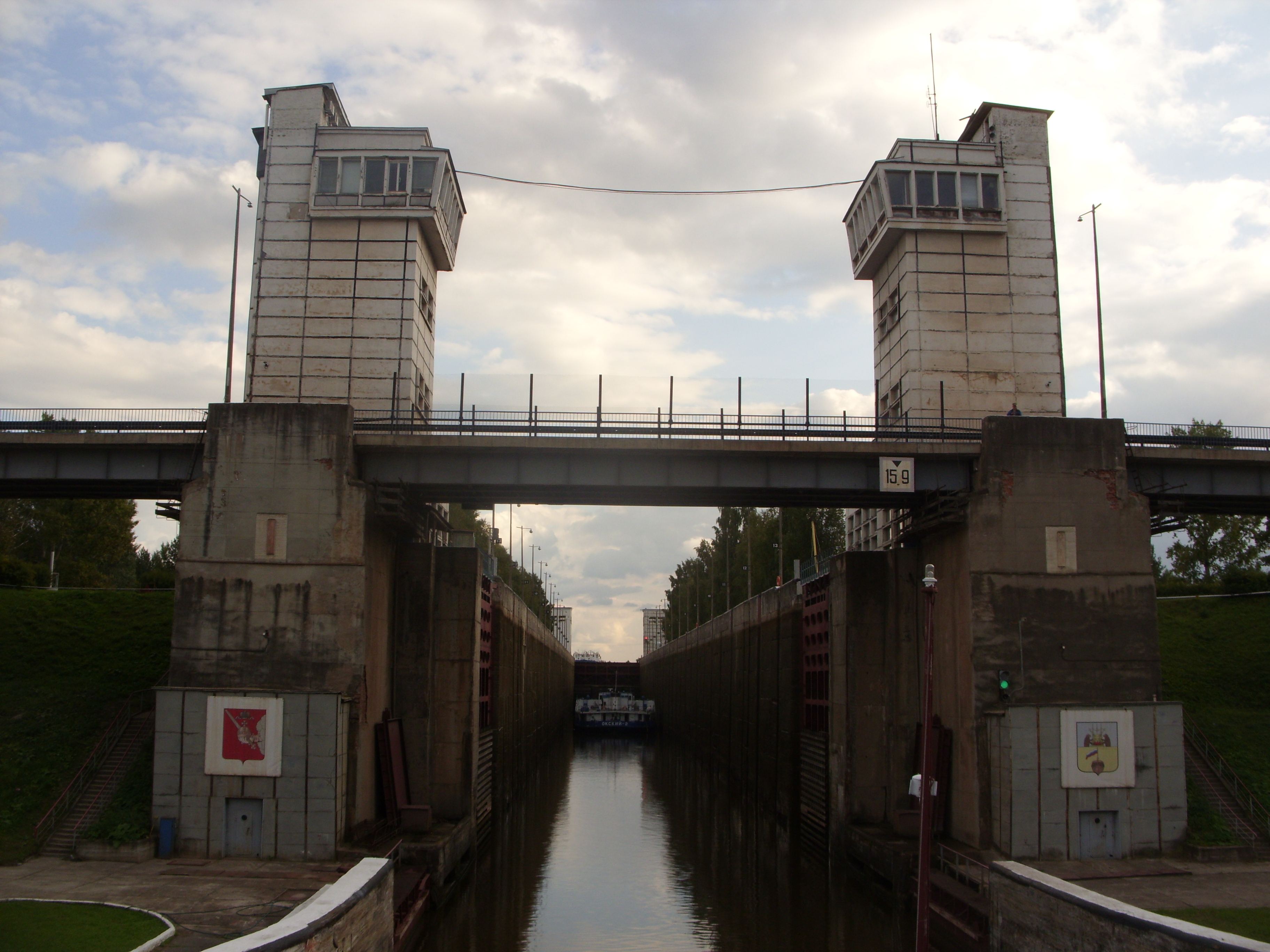
Мост через Волгобалт в городе Вытегре (Шлюз №1)